# مقاطعة بوند (إلينوي)
مقاطعة بوند (بالإنجليزية: Bond County)‏ هي إحدى المقاطعات في ولاية إلينوي في الولايات المتحدة الأمريكية.

## معرض صور

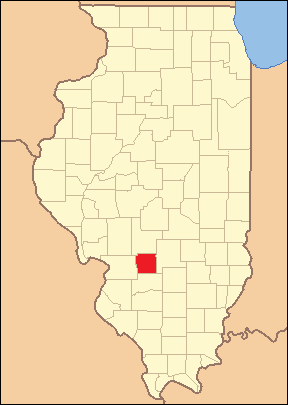
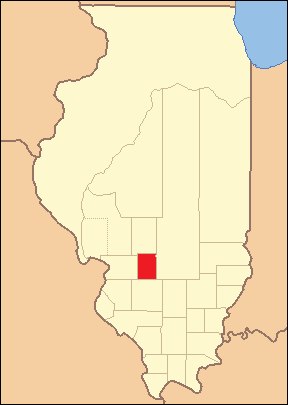
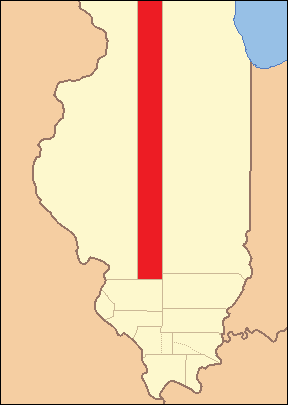
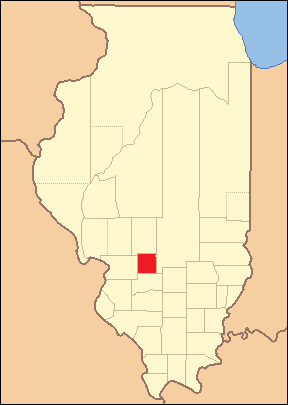